# Förderpreis für Bildende Kunst der Landeshauptstadt München
Der Förderpreis Bildende Kunst der Landeshauptstadt München wird seit 1947 für eine künstlerisch herausragende Leistung bzw. eine ungewöhnliche künstlerische Position im Bereich Bildende Kunst vergeben. Entscheidend für die Beurteilung sind die aktuellen Leistungen und das bisherige Schaffen des Künstlers oder der Künstlerin. Für den Förderpreis kommen nur Künstler in Frage, die in München oder der Region München leben bzw. deren Schaffen mit dem Kulturleben Münchens eng verknüpft ist. Eine Eigenbewerbung ist nicht möglich. Seit 1999 wird der Preis nur noch alle zwei Jahre vergeben. Vorschlagsrecht hat eine vom Stadtrat alle zwei Jahre neu zu berufende Kommission, bestehend aus Fachjuroren und Mitgliedern des Stadtrats. Es werden biennal zwei Preise zu jeweils 8000 Euro verliehen.
Der Förderpreis Bildende Kunst wird zusammen mit dem Förderpreis Architektur, dem Förderpreis Design, dem Förderpreis Fotografie und dem Förderpreis Schmuck vergeben. Für jeden Bereich ist eine eigene Jury eingesetzt. Werke aller von der Jury vorgeschlagenen Künstler werden jeweils in einer Ausstellung in der städtischen Kunsthalle Lothringer13 gezeigt.

## Preisträger
(Quelle: )
- 1947 Maria Caspar-Filser / Toni Stadler
- 1948 Oskar Coester / Karl Knappe
- 1949 Josef Achmann / Heinrich Kirchner
- 1950 Willi Geiger / Hans Wimmer
- 1951 Hugo Troendle
- 1952 Ludwig Bock / Karl Arnold
- 1953 Adolf Hartmann / Joseph Wackerle
- 1954 Anton Hiller / C. O. Miller
- 1955 Olaf Gulbransson
- 1956 Bernhard Bleeker / Gabriele Münter
- 1957 Rolf Cavael / Josef Henselmann
- 1958 Priska von Martin / Reiner Zimnik
- 1959 Ferdinand Filler / Albrecht von Hancke
- 1960 Fritz Koenig / Hans Platschek
- 1961 Georg Brenninger / Manfred Hollmann
- 1962 Ernst Andreas Rauch / Ursula Rusche–Wolters
- 1963 Eva Renée Nele / Rupert Maria Stöckl
- 1964 Michael Croissant / Walter Tafelmaier
- 1965 Hans Dumler
- 1966 Blasius Gerg / Ernst Neukamp / Herbert Peters
- 1967 António Costa Pinheiro
- 1968 Burkhard Backe / Josua Reichert
- 1969 Ivo Krivcevic / Rainer Wittenborn
- 1970 Kuno Küster / Karl Sperl
- 1971 Simon Dittrich / Lothar Fischer
- 1972 Alf Lechner / Dieter Stöver
- 1973 Friedrich G. Scheuer
- 1974 Claus Nageler / Hannsjörg Voth
- 1975 Michael Glüder / Hermann Kleinknecht
- 1976 Toni Preis / Heiner-Matthias Priesnitz
- 1977 Hetum Gruber / Rudolf Wachter
- 1978 Andreas Bindl / Hans Friedrich
- 1979 Ugo Dossi / Peter Vogt
- 1980 Annalies Klophaus / Helmut Pfeuffer / Emese Zavory
- 1981 Hubertus von Seidlein / Siegfried Kaden / Hans Matthäus Bachmayer
- 1982 Kurt Benning / Christoph Hessel / Jochen Sendler
- 1983 Werner Radetzky–Radetz / Franz Kochseder / Nikolaus Gerhart
- 1984 Albert Hien / Hormtientong Somboon / Hermann Bigelmayr
- 1985 Cosy Pièro / Stephan Huber / Ulrich Horndash
- 1986 Doris Hadersdorfer / Alfons Lachauer / Thomas Lehnerer
- 1987 Bodo Buhl / Regine von Chossy / Stephan Kern
- 1988 Angelika Bader & Dietmar Tanterl / Beate Passow / Emö Simonyi
- 1989 Kuno Lindenmann / Dagmar Rhodius / Dieter Villinger
- 1990 Robin Beers / Helmut Dirnaichner / Jan Wehrens
- 1991 Iris Häussler / Hubertus Reichert
- 1992 Sarah Pelikan / Heinz Pfahler
- 1993 Stephan Fritsch / Johannes Muggenthaler
- 1994 Rotraut Fischer / Michaela Melián
- 1995 Ralf Peters / Alix Stadtbäumer
- 1996 Sabine Groß / Kay Winkler
- 1997 Daniel Knorr / Jai Young Park
- 1998 Cornelia Büschbell / Albert Weis
- 1999 Alexandra Ranner / Doris M. Würgert
- 2001 Sid Gastl / Benjamin Heisenberg
- 2003 Marco Schuler / Eva Maria Weinmayr
- 2005 Alexander Laner / Stephanie Senge
- 2007 Ina Ettlinger / Michael Schrattenthaler
- 2009 Motoko Dobashi / Beate Engl
- 2011 Ulrich Gebert / Jens Kabisch
- 2013 Anja Buchheister / Carsten Nolte
- 2014 René und Christian Landspersky / Lisa Reitmeier
- 2016 Ruth Höflich und Veronika Veit
- 2020 Maria VMier und Sophia Süßmilch
- 2022 Gülbin Ünlü, Melina Hennicker und Michael Schmidt
- 2024 Minjae Lee und Siyoung Kim